# Calacadia radulifera
Espèce
Synonymes
- Rubrius radulifer Simon, 1902

Calacadia radulifera est une espèce d'araignées aranéomorphes de la famille des Desidae.

## Distribution
Cette espèce est endémique de la région des Fleuves au Chili,. Elle se rencontre vers Putabia.

## Description
Les femelles mesurent de 12 à 15 mm.

## Publication originale
- Simon, 1902 : Arachnoideen, exclu. Acariden und Gonyleptiden. Ergebnisse der Hamburger Magalhaensische Sammelreise, Hamburg, vol. 6, no 4, p. 1-47.